# Ekpe Udoh
Ekpedeme Friday Udoh, znany jako Ekpe Udoh (ur. 20 maja 1987 w Edmond) – amerykański koszykarz grający na pozycji silnego skrzydłowego lub środkowego, posiadający także nigeryjskie obywatelstwo, reprezentant tego kraju, od 2023 asystent trenera Atlanty Hawks.
Jest absolwentem Uniwersytetu Baylora, gdzie grał w drużynie uczelnianej Baylor Bears. Wziął udział w drafcie 2010, w którym został wybrany z numerem szóstym przez Golden State Warriors. 13 marca 2012 wraz z Monta Ellisem i Kwame Brownem przeszedł do Milwaukee Bucks w zamian za Andrew Boguta i Stephena Jacksona. 3 września 2014 podpisał kontrakt z Los Angeles Clippers.
28 lipca 2015 podpisał roczną umowę z tureckim klubem Fenerbahçe SK. 20 lipca 2017 zawarł kontrakt z Utah Jazz.
29 lipca 2019 został zawodnikiem Beijing Ducks.
14 czerwca 2023 został asystentem trenera Atlanty Hawks.

## Osiągnięcia
Na podstawie, o ile nie zaznaczono inaczej.
NCAA

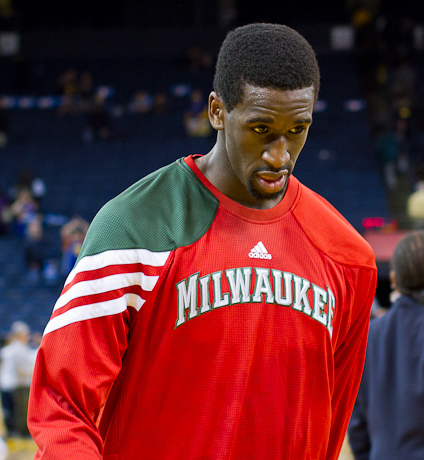
Udoh w barwach Bucks (2012).

- Uczestnik rozgrywek Elite Eight turnieju NCAA (2010)
- Najlepszy nowo przybyły zawodnik roku konferencji Big 12 (2010)
- Zaliczony do:
  - I składu:
    - debiutantów Big 12 (2010)
    - defensywnego:
      - Big 12 (2010)
      - Big 10 (2008)

    - najlepszych nowo przybyłych zawodników Big 12 (2010)
    - turnieju:
      - NCAA South Regional (2010)
      - Orlando Classic (2010)

  - II składu Big 12 (2010)
  - III składu All-American (2010 przez Yahoo! Sports)
  - IV składu All-American (2010 przez FOXSports.com)
  - składu All-American Honorable Mention (2010 przez Associated Press)
- Lider w blokach konferencji:
  - Big 10 (2008)
  - Big 12 (2010)[12]

Drużynowe
- Mistrz:
  - Euroligi (2017)
  - Eurocup (2022)
  - Turcji (2016, 2017)
- Wicemistrz:
  - Euroligi (2016)
  - Włoch (2022)
- Zdobywca:
  - pucharu Turcji (2016)
  - superpucharu:
    - Turcji (2016)
    - Włoch (2021)

Indywidualne
- MVP:
  - Final Four Euroligi (2017)
  - miesiąca Euroligi (kwiecień 2016)
  - kolejki Euroligi:
    - meczu numer 2 i 3 play-off Euroligi (2015/2016)
    - 4 – 2016/2017
- Uczestnik meczu gwiazd ligi tureckiej (2017)
- Zaliczony do:
  - I składu Euroligi (2017)
  - II składu Euroligi (2016)[13]
- Lider:
  - Euroligi w:
    - zbiórkach (2017 – 7,8)
    - blokach (2016 – 2,3, 2017 – 2,2)

  - ligi chińskiej w blokach (2020)[14]

Reprezentacja
- Uczestnik:
  - mistrzostw świata (2019 – 17. miejsce)
  - igrzysk olimpijskich (2020 – 10. miejsce)